# 3-тя бригада оперативного призначення НГ (Україна)
3-тя бригада оперативного призначення імені полковника Петра Болбочана "Спартан" (3 БрОП, в/ч 3017) — військове формування Національної гвардії України. Входить до складу 2-го корпусу НГУ «Хартія».
Бригада сформована вже після початку російської агресії, влітку 2014 року. Взимку 2015 року підрозділи бригади воювали під Дебальцевим. Воювала також в районі с. Кримське, під Маріуполем та Попасною.
З початку повномасштабного вторгнення підрозділи бригади обороняли місто Харків. Брали участь в контрнаступальній операції на Слобожанщині восени, у боях за Бахмут взимку. У рамках рекрутингової кампанії «Гвардія наступу» у 2023 році бригада отримала назву «Спартан».
Бригада носить ім'я Петра Болбочана — військового діяча УНР.

## Історія

### Російсько-українська війна
В кінці лютого 2014 року Росія розпочала військову агресію проти України, вторгшись до Криму та анексувавши його. В Україні почалася часткова мобілізація.
13 квітня 2014 року розпочалися бойові дії війни на сході, після захоплення Слов'янська Донецької області російськими диверсійними загонами під командуванням Ігоря Гіркіна. Українська влада почала створення військових частин: батальйонів територіальної оборони в кожній області України під командуванням Міністерства оборони, підрозділів Національної гвардії і спеціальної міліції під командуванням Міністерства внутрішніх справ.

### Створення
Бригада створена наказом МВС від 11.06.2014 № 554. Вона формувалася в Харківській області, і комплектування особового складу відбувалося до жовтня 2014 року.
Бригада брала участь в боях за Дебальцеве, де втратила 4 осіб загиблими. Під час боїв за Дебальцеве в полон потрапив медик Орест Петришин.
Станом на червень 2016 року бригада несла службу на блокпостах другої лінії в Луганській області.
27 вересня 2017 року розрахунок зведеної зенітно-артилерійської батареї військової частини 3017 став переможцем змагань на кращий розрахунок ЗУ-23-2 між різними родами військ Збройних Сил України, хоч і брав участь у змаганнях поза конкурсом.
На початку вересня 2018 року в містечку бригади запрацював новий тренінговий комплекс з «Team Building».
За період війни на сході основними гарячими точками для бригади стали Дебальцеве, Кримське, Маріуполь та Попасна.

### Російське вторгнення 2022 року
З початку російського вторгнення в Україну 2022 року бригада брала участь в оборонних боях за Харків. Так, в перший день широкомасштабного вторгнення та оборони міста Харкова, бригадою було знищено 4 російські танки на Харківській окружній дорозі, а також літак Су-25, пілота якого було взято в полон. Бригада обороняла три виїзди з міста: на П'ятихатки, на Циркуни й на Вовчанськ. Згодом брала участь у звільненні сіл Мала Рогань, Циркуни та селища Кутузівка поблизу Харкова. В ході боїв бійці бригади ліквідували близько 2 рот російських військовослужбовців, 2 танки, 8 БМП, 2 установки ЗУ-23-2, 22 автомобілі та реактивну систему залпового вогню.
Бригада брала участь в контрнаступальній операції на Слобожанщині восени 2022 року. У вересні брали участь у боях у Дергачівському районі: за Слатине, Козачу Лопань, Дементіївку.
На березень 2023 року підрозділи бригади брали участь у боях за Бахмут.
У рамках рекрутингової кампанії «Гвардія наступу» у 2023 році отримала назву «Спартан».
На 2023 рік підрозділи бригади обороняли місто Харків, діяли у Харківській та Луганській областях, тримали оборону в районі Торецька на Донеччині.
В жовтні 2024 бригада повідомила, що вони знищили 3 БМП. За допомогою OSINT було встановлено, що бій відбувся в районі села Журавлівка Білгородської області.
У листопаді 2024 року бригада була розгорнута під Запоріжжям, там очікувався російський наступ.
В квітні 2025 року бригада увійшла до складу 2-го корпусу НГУ «Хартія».

## Структура

### 2018
- 1-й батальйон оперативного призначення
- 2-й батальйон оперативного призначення
- 3-й батальйон оперативного призначення
- 4-й батальйон оперативного призначення
- артилерійський дивізіон
- зенітний ракетний дивізіон
- медичний пункт
- танкова рота
- рота розвідки спеціального призначення
- рота бойового забезпечення:[16]
- стрілецька рота (резервна)[17]

## Командування
- 2014—2015: полковник Осіпов Сергій Володимирович
- 2015—2019: полковник Проценко Дмитро Вікторович[18]
- 2019—2022: полковник Буравков Олександр Анатолійович
- 2022—2023: полковник Півненко Олександр Сергійович[19][20]
- з 2023: полковник Хільченко Олексій Васильович[14]

## Втрати

### 2014
- 25 грудня 2014 — Андруник Петро Петрович, солдат. Загинув у Луганській області.[21]

### 2015
- 18 лютого 2015 — Вовк Богдан Ігорович, старший сержант. Загинув у Донецькій області.[22]
- 18 лютого 2015 — Хорошковський В'ячеслав Дмитрович, старшина. Загинув у Донецькій області.[23]
- 18 лютого 2015 — Чабан Сергій Петрович, сержант. Загинув у Донецькій області.[24]
- 18 лютого 2015 — Гриценко Василь Миколайович, сержант. Загинув у Донецькій області.[25]
- 10 квітня 2015 — Ткаченко Сергій Анатолійович, солдат. Загинув у Луганській області.[26]
- 20 квітня 2015 — Гудзенко Юрій Олегович, солдат. Загинув у Луганській області.[27]
- 15 червня 2015 — Сокол Юрій Вікторович, солдат.[джерело?]

### 2016
- 20 січня 2016 — Лісанець Олексій Олексійович, старший сержант.[28]

### 2017
- 2 квітня 2017 — Слауцький Віталій Вікторович, солдат. Загинув у Донецькій області.[29]

### 2022
- 29 серпня 2022 — Пугач Ігор Олександрович, майор.

### 2023
- 15 січня 2023 — Колісник Микита Станіславович. 1999. Загинув в місті Бахмут Донецької області.
- 1 червня 2023 — Бомко Микола Дмитрович, штаб-сержант.
- 28 червня 2023 — Барсуков Сергій Ігорович, старший лейтенант.
- 18 серпня 2023 — Чижов Єгор Андрійович, солдат. Загинув поблизу Роботине Запорізької області.[30]
- 21 вересня 2023 — Бурик Сергій Миколайович, сержант. Загинув у селі Роботине Запорізької області.[31]
- 21 вересня 2023 — Мичка Віктор Мартинович, солдат.[32]
- 19 серпня 2023 — Басюк Едуард. 45 років, селище Рокитне Рівненська область. Загинув у селі Роботине Запорізької області.[33]
- 17 жовтня 2023 — Осадчик Микола Миколайович, солдат гранатометного взводу. Помер в лікарні міста Харків.[34]
- 28 жовтня 2023 — Сядристий Андрій Ігорович («Буян»). 1991 р.н., с. Богуславка Ізюмського району на Харківщині.
- 2 листопада 2023 - Ігор Колісник, 42 роки. Солдат, стрілець (помічник кулеметника) 1 відділення 3-го взводу оперативного призначення 1-ї роти оперативного призначення (на бронетранспортерах) 3-го батальйону оперативного призначення. Загинув у н.п. Новопрокопівка Запорізької області[35].
- 5 листопада 2023 — Заболотний Артем Олександрович, солдат, помічник гранатометника. Загинув в районі села Новопрокопівка Пологівського району Запорізької області.[36]
- 8 листопада 2023 — Волчук Володимир Володимирович, сержант, бойовий медик. Загинув в районі села Новопрокопівка Пологівського району Запорізької області.[37]

### 2024
- 7 лютого 2024 — Монтрезор Сергій.[38]
- 11 лютого 2024 — Дем'янчук Руслан Анатолійович, старший кулеметник. Загинув поблизу н.п. Роботине Пологівського району Запорізької області.[39]
- 17 лютого 2024 — Руслан Івахненко, начальник групи радіозв'язку. Загинув поблизу села Роботиного Запорізької області.[40]
- 9 листопада 2024 - СМОЛЮХ Іван Ігорович, 27 років. Солдат, помічник гранатометника 2 відділення 3 взводу оперативного призначення (на бронетранспортерах) 1 батальйону оперативного призначення, позивний «Япончик». Загинув  року під час виконання бойового завдання в районі с. Нестерянка Пологівського району Запорізької області[41].

### 2025
- 1 травня 2025 -  Максим Тельний, старший солдат. Загинув на Покровському напрямку[42],

## Традиції
14 жовтня 2020 року Указом Президента України № 436/2020 бригаді присвоєно почесне найменування «імені полковника Петра Болбочана».
27 липня 2022 року Указом Президента України № 537/2022 бригаду відзначили почесною відзнакою «За мужність та відвагу».
У рамках рекрутингової кампанії «Гвардія наступу» у 2023 році отримала назву «Спартан».

## Вшанування

### Нагороджені
Найвищими державними нагородами відзначені:
- Євгеній Громадський — капітан, Герой України (2022).
- Микита Колісник — солдат, Герой України (2024, посмертно).
- Андрій Сядристий — молодший лейтенант, Герой України (2024, посмертно).

### Новини
- У військовій частині 3017 Східного оперативно-територіального об'єднання НГУ нагородили нагрудним знаком «Гідність та Честь» керівника землевпорядної служби Харківщини Євгена Оберемка [Архівовано 3 серпня 2017 у Wayback Machine.]
- Військову частину 3017 перевірили за 2015 навчальний рік [Архівовано 3 серпня 2017 у Wayback Machine.]
- У Нацгвардії тривають навчання підрозділів протиповітряної оборони [Архівовано 29 вересня 2017 у Wayback Machine.]
- У Східному оперативно-територіальному об'єднанні триває інспектування [Архівовано 10 червня 2018 у Wayback Machine.]

### Відео
- Військова частина 3017 використовує польовий комплекс для ремонту техніки [Архівовано 29 жовтня 2020 у Wayback Machine.]
- Присяга у військовій частині 3017 [Архівовано 29 жовтня 2020 у Wayback Machine.]
- Зенітники Нацгвардії і їх «дівчата»
- Як у військовій частині 3017 відкрили погруддя полковнику Петру Болбочану // ВІДЕО [Архівовано 6 листопада 2020 у Wayback Machine.]